# ジョン・プレイフェア

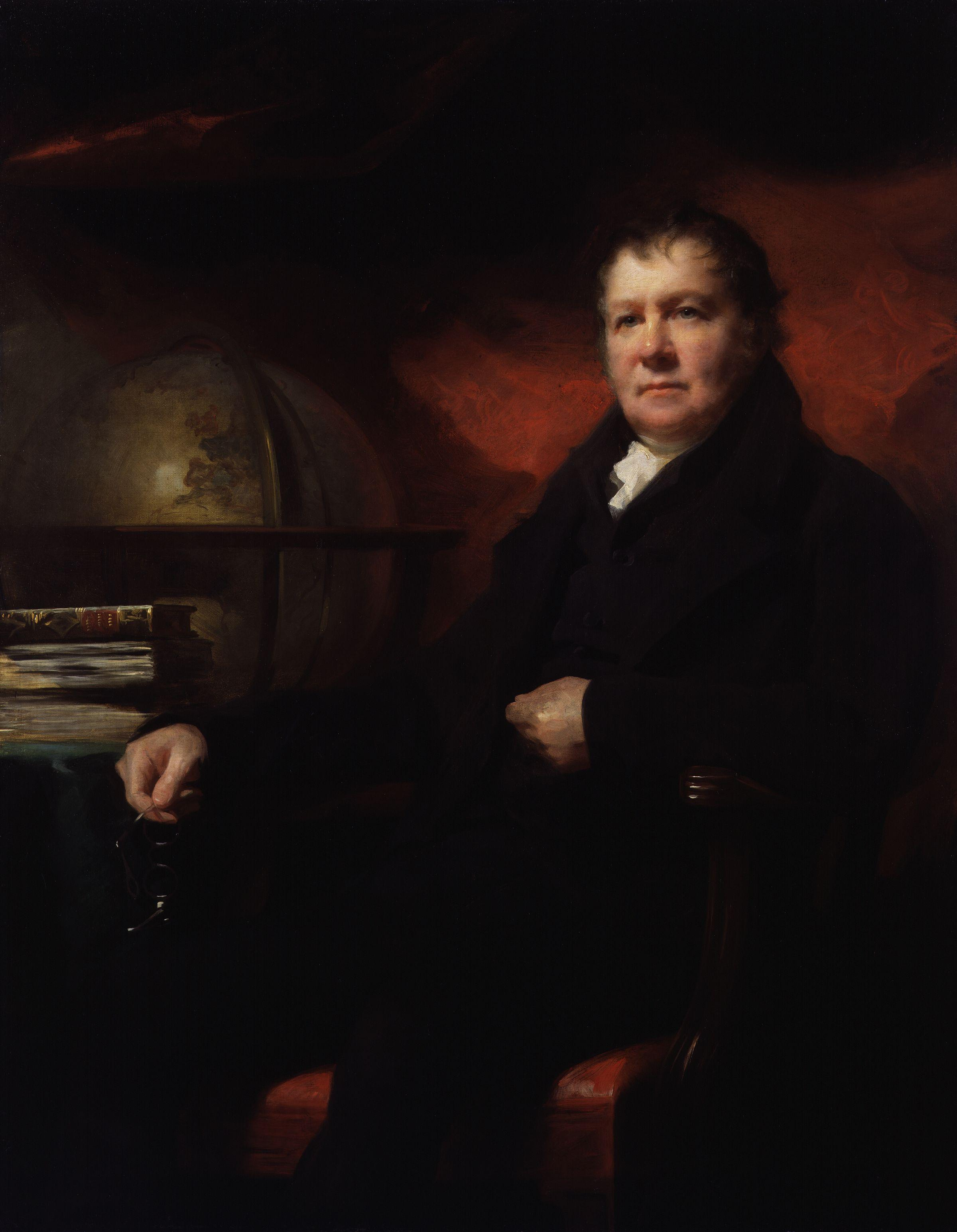
ジョン・プレイフェア
(画) ヘンリー・レイバーン

ジョン・プレイフェア（John Playfair FRSE、FRS、1748年3月10日 - 1819年7月20日）はスコットランドの数学者、物理学者、地質学者である。エディンバラ大学の自然哲学の教授を務めた。ジェームズ・ハットンの「斉一説」の普及に貢献した。

## 略歴
ダンディー近くのBenvieで生まれた。父親はスコットランド国教会の牧師で、兄に建築家のジェームズ・プレイフェア(James Playfair)、弟に技術者、統計学者のウイリアム・プレイフェア(William Playfair)がいる。ジェームズの子、ウィリアム・ヘンリー・プレイフェア(William Henry Playfair)も有名な建築家である。14歳まで家で教育を受けた後、セント・アンドルーズ大学に入学した。いくつかの大学の数学の教授職の候補となったが、選ばれず、父親の後をついで牧師となったが数学や物理学の研究を続けた。1782年に牧師を止め、スコットランド啓蒙主義の重要な人物の一人、アダム・ファーガソンの個人教師となった。ファーガソンとの関係から、エディンバラの学者たちと交流し、山の密度と体積から地球の密度を計測しようとする「「シェハリオンの実験」に参加し、この実験を率いたネヴィル・マスケリンと知り合うことで、ロンドンの科学者とも交流するようになった。1785年にエディンバラ大学の数学の教授、ドゥガルド・ステュワート(Dugald Stewart)が倫理哲学の教授となった後、ステュワートの後を継いで数学の教授となった。
業績としては、数学の分野では幾何学の分野で知られる。ユークリッド幾何学の有名な解説書を出版し、平行線公準としてプレイフェアの公理を示したことで知られる。
地質学の分野では斉一説を唱えたジェームズ・ハットンの学説の支援者として知られ、ハットンと北海沿岸などでの地層の調査を行った。アルプスなどの調査で見た氷河によって運ばれた岩と、似たような岩がスコットランドにも見られることなどを発見した。
ハットンの没後、ハットンの『地球の理論』（"The Theory of Earth"）の3訂版などを出版し、1802年に『ハットンの地球理論の解説』（"Illustrations of the Hattonian Theory of Earth"）を出版し、ハットンの学説を広めるのに貢献した。
1807年に王立協会フェローに選ばれた。鉱物 "Playfairite"はプレイフェアに因んで命名された。

## 著作
- Biografie von James Hutton (1805)
- Illustrations of the Huttonian Theory of the Earth (1802, 6XX+528 S.; Faksimiledruck: University of Illinois Press, Urbana 1956. Mit einer Einführung von George W. White)
- SWITZERLAND. Drawn and engraved for Dr. Playfair's Atlas. (um 1800; Karte der Ost- und teilweise auch Westschweiz, 48x60 cm, gestochen vermutlich für Zwecke der Glaziologie)